# Aggerud
Aggerud är en stadsdel i södra delen av Karlskoga. Aggerud delas ofta upp i Aggerud och Övre Aggerud. Aggerud gränsar till sjön Möckeln. I Aggerud ligger en hembygdsgård och ett avloppsreningsverk. Vidare huserar Karlskoga folkhögskola i stadsdelen. 
Grundskolan Aggerudsskolan är belägen i stadsdelen och har mer än 400 elever. 
I jordeboken omnämns torpet i "Agarud" första gången 1543, vilket senare kom att ge namn åt området.
I dag används bergsmansgården som hembygdsgård och ett flertal evenemang arrangeras årligen, bland annat midsommarfirande.